# Шајвоа
Шајвоа (фр. Chaillevois) насеље је и општина у североисточној Француској у региону Пикардија, у департману Ен (Пикардија) која припада префектури Лаон.
По подацима из 2011. године у општини је живело 185 становника, а густина насељености је износила 85,25 становника/km². Општина се простире на површини од 2,17 km². Налази се на средњој надморској висини од 75 метара (максималној 169 m, а минималној 57 m).

## Демографија
| 1962. | 1968. | 1975. | 1982. | 1990. | 1999. | 2011. |
| ----- | ----- | ----- | ----- | ----- | ----- | ----- |
| 121   | 149   | 160   | 155   | 174   | 175   | 185   |

График промене броја становника у току последњих година